# 15&
Cette page contient des caractères spéciaux ou non latins. S’ils s’affichent mal (▯, ?, etc.), consultez la page d’aide Unicode.
15& (coréen : 피프틴앤드, aussi écrit Fifteen And) est un duo sud-coréen de K-pop, originaire de Séoul, actif entre 2012 et 2019. Il est formé par JYP Entertainment en 2012. Le duo se compose de Park Jimin et de Baek Yerin. 15& est une combinaison de leurs âges à leurs débuts et le « & » signifie qu'elles peuvent faire succès dans le futur. Elles sortent leur premier single, intitulé I Dream, le 5 octobre 2012, suivi de Somebody le 17 avril 2013.

## Histoire

### Formation et débuts (2012–2013)
En 2012, Park Jimin atteint la première place de l'émission de télé-réalité sud-coréenne K-pop Star. Avec l'opportunité de signer chez les trois grands labels musicaux à savoir YG Entertainment, SM Entertainment et JYP Entertainment, elle choisit de signer chez JYP Entertainment le 21 mai,. Quand Baek Ye-rin avait dix ans, elle est introduite comme une « génie du RnB » sur Star King,. En 2008, elle auditionne en interprétant Listen de Beyoncé et est acceptée en tant que stagiaire en même temps que Wooyoung de 2PM et Doo-joon de Beast. Yerin est restée stagiaire chez JYP pendant plus de quatre ans avant de débuter officiellement avec Jimin.
Leur premier single I Dream sort le 5 octobre 2012. Le duo débute officiellement le 7 octobre 2012, en performant à Inkigayo sur SBS. Le 12 octobre 2012, les 15& jouent dans plusieurs établissements scolaires, tels que le Chungdam Middle School, le Eonnam Middle School, le Sungil Information High School et l'Université Dankook. Pour un total de huit heures, 15& organise un concert surprise à chaque école où elles ont chanté leur chanson de début, leur cover de Put It in a Love Song d'Alicia Keys et Ma Boy des Sistar. L'événement rassemble un total de 5 000 personnes, et pas seulement les élèves fréquentant ces écoles, mais également les habitants vivant à côté qui ont entendu qu'un concert gratuit avait lieu.
Le deuxième single de 15& Somebody sort le 7 avril 2013. Le clip montrait les deux membres parodiant le jury de K-Pop Star réagissant aux auditions sur scènes/caméos de Park Jin-young et d'autres concurrents de Park Ji-min de K-pop Star (saison 1). Le 7 avril 2013, 15& font leur retour sur le final de K-pop Star (saison 2) avec Somebody. Dès sa sortie qui s'effectue le même jour, la chanson grimpe au sommet des classements musicaux tels que Olleh, Melon, Daum et d'autres encore.

### Sugaret séparation (2014–2019)
Le troisième single de 15&, Can't Hide It, sort le 13 avril. Le même jour, elles ont fait leur comeback sur le final de K-pop Star (saison 3) avec Can't Hide It. Il est aussi révélé que leur premier album est prévu pour sortir en mai 2014. Le premier album de 15&, Sugar, sort donc le 26 mai 2014. Elles font leur retour sur le M! Countdown diffusé sur Mnet le 29 mai 2014.
Elles sortent leur quatrième single Love Is Madness, avec Kanto de Troy le 8 février 2015. La chanson connait un succès immédiat, atteignant la première et deuxième place des sept majeurs classements musicaux coréens. Elles interprètent la chanson pour la première fois avec d'autres singles le 14 février 2015 à l'occasion de leur concert Saint-Valentin pour célibataires.
Le 31 mars 2015, Park Jin-young révèle que Park Ji-min serait la première membre à faire ses débuts solo. Elle sort son premier single ainsi que le clip Hopeless Love le 5 avril, et fait ses débuts sur scène juste avant le final de K-pop Star (saison 4) le même jour. Le 25 novembre, JYP Entertainment sort des images teaser pour Baek Ye-rin annonçant ses débuts solo sept mois après Ji-min. Son clip pour Across the Universe sort le 30 novembre, en même temps que son EP écrit par elle-même, intitulé Frank.
Après quatre ans d'interruption, l'expiration et le non-renouvellement du contrat de Park Ji-min avec JYP Entertainment en août 2019, le duo se sépare.

## Discographie

### Albums studio
| Titre                                                                 | Détails                                                                          | Meilleure position | Ventes          |
| Titre                                                                 | Détails                                                                          | COR                | Ventes          |
| --------------------------------------------------------------------- | -------------------------------------------------------------------------------- | ------------------ | --------------- |
| Sugar                                                                 | - Sortie : 26 mai 2014 - Label : JYP Entertainment - Format : CD, téléchargement | 9                  | - COR : 2 000 + |
| « — » signifie qu'aucun classement n'a été atteint dans cette région. |                                                                                  |                    |                 |

### Singles
| Titre                                                                 | Année | Meilleure position | Meilleure position | Ventes (téléchargements) | Album            |
| Titre                                                                 | Année | COR Gaon           | COR Hot 100        | Ventes (téléchargements) | Album            |
| --------------------------------------------------------------------- | ----- | ------------------ | ------------------ | ------------------------ | ---------------- |
| I Dream                                                               | 2012  | 6                  | 11                 | - COR : 823 170 +        | Sugar            |
| Somebody                                                              | 2013  | 3                  | 10                 | - COR : 746 025 +        | Sugar            |
| Can't Hide It (티가 나나봐, Tiga Nanabwa)                             | 2014  | 1                  | 3                  | - COR : 671 971 +        | Sugar            |
| Sugar                                                                 | 2014  | 17                 | 36                 | - COR : 189 829+         | Sugar            |
| Love is Madness                                                       | 2015  | 2                  | —                  | - COR : 635 283+         | Single numérique |
| « — » signifie qu'aucun classement n'a été atteint dans cette région. |       |                    |                    |                          |                  |

### Autres chansons classées
| Titre                  | Année | Meilleure position | Ventes                           | Album |
| Titre                  | Année | COR Gaon           | Ventes                           | Album |
| ---------------------- | ----- | ------------------ | -------------------------------- | ----- |
| Rain and Cry           | 2014  | 46                 | - COR : 52 613 (téléchargements) | Sugar |
| Star                   | 2014  | 85                 | - COR : 25 834 (téléchargements) | Sugar |
| Not Today Not Tomorrow | 2014  | 95                 | - COR : 2 805 (téléchargements)  | Sugar |

## Filmographie

### Émissions télévisées
Les apparitions individuelles ne sont pas listées dans le tableau ci-dessous.
| Année | Titre                       | Chaîne     | Notes                                                   |
| ----- | --------------------------- | ---------- | ------------------------------------------------------- |
| 2012  | 1000 Song Challenge         | SBS        | Invitées                                                |
| 2012  | Beatles Code 2              | Mnet       | Invitées                                                |
| 2013  | Master Chef Korea Celebrity | O'live     | Invitées (avec Park Jin-young, Jia, Fei et Baek A-yeon) |
| 2013  | 1000 Song Challenge         | SBS        | Invitées                                                |
| 2013  | People Looking for a Laugh  | SBS        | Invitées                                                |
| 2013  | Weekly Idol                 | MBC Every1 | Invitées                                                |
| 2013  | Global We Got Married       | MBC Every1 | Invitées (avec 2PM)                                     |
| 2013  | Kpop Star 2                 | SBS        | Invitées (pour chanter "Somebody")                      |
| 2014  | Kpop Star 3                 | SBS        | Invitées (pour chanter Can't Hide it)                   |
| 2014  | After School Club           | Arirang    | Invitées                                                |
| 2014  | Hashtag                     | 1theK      | Invitées                                                |
| 2014  | Wide Guerrilla Mini Concert | Mnet       | Invitées                                                |
| 2014  | MEET&GREET                  | Mwave      | Invitées                                                |
| 2014  | The Singer Game             | Mnet       | Invitées (avec Ha:tfelt)                                |
| 2014  | Challenge! Golden Bell      | KBS        | Invitées                                                |
| 2015  | Immortal Songs 2            | KBS        | Invitées                                                |
| 2016  | Kpop Star 5                 | SBS        | Caméo                                                   |

## Distinctions
| Année | Prix                   | Catégorie                  | Travail nommé                         | Résultat   |
| ----- | ---------------------- | -------------------------- | ------------------------------------- | ---------- |
| 2013  | 22e Seoul Music Awards | Meilleur nouveau groupe    | 15&                                   | Nomination |
| 2015  | 24e Seoul Music Awards | Prix Bonsang               | Can't Hide It                         | Nomination |
| 2015  | 24e Seoul Music Awards | Prix de popularité         | Can't Hide It                         | Nomination |
| 2015  | 24e Seoul Music Awards | Prix Hallyu Special        | Can't Hide It                         | Nomination |
| 2015  | 7e MelOn Music Awards  | Meilleure chanson RnB/soul | Love is Madness (feat. Kanto de Troy) | Nomination |
| 2016  | 25e Seoul Music Awards | Prix Bonsang               | Love is Madness (feat. Kanto de Troy) | Nomination |
| 2016  | 25e Seoul Music Awards | Prix de Popularité         | Love is Madness (feat. Kanto de Troy) | Nomination |
| 2016  | 25e Seoul Music Awards | Prix Hallyu Special        | Love is Madness (feat. Kanto de Troy) | Nomination |